# Cañada
Cañada (em castelhano), la Canyada ou la Canyada de Biar (em valenciano) é um município da Espanha na província de Alicante, Comunidade Valenciana. Tem 19,32 km² de área e em 2021 tinha 1 191 habitantes (densidade: 61,6 hab./km²).

## Demografia
| Variação demográfica do município entre 1991 e 2004 | Variação demográfica do município entre 1991 e 2004 | Variação demográfica do município entre 1991 e 2004 | Variação demográfica do município entre 1991 e 2004 |
| --------------------------------------------------- | --------------------------------------------------- | --------------------------------------------------- | --------------------------------------------------- |
| 1991                                                | 1996                                                | 2001                                                | 2004                                                |
| 1073                                                | 1088                                                | 1213                                                | 1176                                                |